# ITX-MAUM
ITX-MAUM (韓語：ITX-마음)是韓國鐵道公社城際列車之一，由为了取代無窮花號列车而制造的韓國鐵道公社220000系電聯車担当，但票价比照新村號。

## 概要
ITX-MAUM用于取代無窮花號列车，列車名称MAUM，諺文写作，意指“心智”，于2023年8月23日公布，8月25日在太白站舉行命名仪式，9月1日开始投入京釜線、湖南線、全羅線、太白線、中央線、東海線客運服務。
2024年11月2日随着西海線西華城 - 洪城区间开通，以及平澤線延伸电气化、長項線复线电气化，开始于上述路线开行ITX-MAUM擔當列車，包括沿洪城 - （西海線） - 安仲 - （平澤線）- 平澤 -（京釜线） - 天安 - （長項線）- 洪城循环运行的列车。
2024年12月20日伴随中央線全線複線電氣化完成，而开行清涼里 - 慶州 - 釜田，經中央線、東海線的ITX-MAUM列車。2025年1月1日東海中部線通车，开行從江陵到釜山，经由嶺東線与东海线的ITX-MAUM列车，全程大約需要5小時。

## 车辆
ITX-MAUM使用韓鐵220000系電聯車运行，由Dawonsys制造，該列車設計最高速度165公里，行駛最高速度為每小時150公里，由2動2拖4節編組組成，全列有264個座位，第一批将有27列。未来将有6编组列车，至2028年预计有107列列车。

## 争议
ITX-MAUM的引進目的是為了取代所有舊無窮花號列車，但票价比照新村號，相当于变相涨价，且涨幅达30%。尤其太白線因为线路限制，列车无法达速运行，ITX-MAUM比起旧無窮花號只縮短了旅程18分鐘，相较之下太白線的高速巴士每天運行52趟，而各级列车仅12趟，其中ITX-MAUM只有1往返2趟，不具有競爭力。
而为了维持太白線的运营，江原道每年需支付韓國鐵道公社15億韓圓，ITX-MAUM却在开通前以京畿道杨东站没有其他列车停靠为由，临时增停该站，导致江原道的不满。

## 運轉路線
- 京釜線 首爾 - 釜山
- 湖南線 龍山 - 木浦（京釜線直通，与全羅線列车倂结）
- 全羅線 龍山 - 麗水EXPO（京釜線・湖南線直通，与湖南線列车倂结）
- 太白線 清涼里 - 東海 (中央線・岭东线直通)
- 中央線 清凉里 - 釜田
- 東海線 東大邱 - 釜田 、東大邱 - 江陵、釜田 - 江陵
- 西海線 西華城 - 洪城
- 長項線 龍山 - 洪城
- 平澤線 洪城 - 洪城 (西海線、平澤線、京釜線、長項線直通，循環運行)[3][4]